# Bassa de la Llacuna
La zona humida de la bassa de la Llacuna pertany al complex de zones humides de les Basses de la Foia d'Ulldecona.
Les foies són concavitats o depressions que generalment coincideixen amb una conca d'erosió allargada i sovint amb una fossa tectònica. La Foia que ens ocupa és la plana que es forma entre les serres del Godall i la del Montsià, essent aquesta d'origen geològic, és a dir, per l'enfonsament del terreny al llarg de les falles o trencaments. Posteriorment, l'erosió dels vessants de les serres veïnes ha fet que al llarg del temps el fons de la Foia s'hagi anat reomplint amb els sediments que li arriben, i això l'ha convertit en un dels sòls agrícoles més fèrtils de la comarca.
La conca de recepció és d'uns 40 km² i, de sempre, especialment a la primavera i durant episodis plujosos, la zona restava inundada i es formaven una bona quantitat de petites llacunes, més o menys estables, no revestides amb materials de construcció i amb el terra de fang. L'any 1984 se'n comptabilitzaven una dotzena, actualment en queden ja poques en bon estat, ja que la majoria d'aquestes han estat reomplides, convertides en basses i transformades conjuntament amb les finques o
bé afectades per les xarxes de comunicacions (carreteres, ferrocarrils, etc.). A la concavitat de la Foia s'identifiquen dues cubetes inundables diferents. La Foia de les Ventalles, al nord, i la foia d'Ulldecona, al sud. La foia de les Ventalles pertany a la conca de l'Ebre, i les seves aigües arriben a aquest a través del barranc de Solsó, en canvi la foia d'Ulldecona és una conca endorreica, és a dir, que no desemboca al mar sinó que ho fa a depressions interiors, tot i que actualment, de manera artificial, desaigua al riu de la Sénia.
De totes les basses que existeixen o han existit en algun moment a la Foia, només quatre han estat incloses a l'Inventari
de zones humides de Catalunya: la bassa del Montsià, la bassa de l'Ermita, la bassa de Ventalles i la bassa de la Llacuna. Cal destacar que les basses d'Ulldecona estan proposades pel Pla territorial parcial de les Terres de l'Ebre com a espais naturals de valor local, i han d'ésser incloses en aquesta figura en els futurs planejaments urbans del municipi.
La bassa de la Llacuna és d'origen natural i es troba documentada des de l'edat mitjana. Actualment rep l'aigua sobrant dels regs propers que finalitzen a la mateixa bassa i la inundació hi és temporal.
La bassa de la Llacuna a conseqüència de les seves especials fluctuacions freàtiques, presenta un mosaic de comunitats vegetals certament destacables. Hi conflueixen associacions vegetals pròpies del Delta, de les zones muntanyenques i dels cursos fluvials del Sénia i de l'Ebre. Des de l'interior de la bassa, i sortint cap a l'exterior, les comunitats vegetals que s'hi troben són el bogar (Typhetum latifoliae), que ocupa les parts més profundes de la bassa; en un segon nivell, en aquella zona on la inundació no és permanent hi trobem la comunitat de gram d'aigua (Agrostio-Paspaletum distichi), que dona lloc a una densa catifa herbàcia que envolta l'aigua; a continuació hi trobem les comunitats de joncs, en concret la jonquera amb jonquet (Acrocladio-Eleocharietum palustris) i la jonquera típica (Cirsio-Holoschoenetum), prou allunyades de l'aigua però amb suficient humitat edàfica; la següent comunitat és la d'herba presseguera (Xanthio-Polygonetum), que dona lloc a un anella rogenca que envolta a distància l'aigua; i, finalment, ja molt més enllà de la zona humida, la comunitat d'herbassar exsudat damunt de sòl argilós (Polygono-Coronopetum squamati). Enmig de la major part de les comunitats anteriors acostuma a fer-se abundant el poliol d'aigua (Mentha pulegium), planta d'olor molt agradable. A banda, als indrets més eixuts dels voltants s'hi fan algunes espècies molt rares lligades a l'efecte del pasturatge transhumant com ara Carlina lanata, Echium italicum ssp. Pyrenaicum o Convolvulus lineatus.
Fins i tot, a la vora del sembrat del costat va ser localitzada per primera vegada a Catalunya el Delphinium orientale,
planta de flor molt vistosa.
Pel que fa a la fauna les basses ofereixen aliment i repòs a les aus aquàtiques. Algunes van de pas i altres s'hi estan de
forma habitual, com la polla d'aigua, els bernats pescaires, les pàtxeres i, no tan sovint, els ànecs collverd. A la bassa de la Llacuna destaca especialment la nidificació de la gallineta (Gallinula chloropus). La posició de lloc de pas de les aus migratòries en què es troba Ulldecona, unit a la proximitat del delta de l'Ebre, fa que siguin freqüents les visites ocasionals de moltes altres espècies, sobretot quan
al Delta fa mal temps o un fred molt intens. Els amfibis, rèptils i peixos són grups menys diversos quant a nombre d'espècies en aquest espai, però molt vinculats a la presència d'aigua.
L'any 1994 l'espai fou objecte d'una restauració que consistí en la plantació de freixes (Fraxinus angustifolia) i espècies arbustives per aïllar-la visualment de la carretera T-331 de Tortosa a Ulldecona. Actualment, els principals impactes als que està sotmesa la llacuna és la possible sobrecàrrega ramadera i la proximitat a la carretera abans esmentada. L'espai es troba gestionat per l'Ajuntament amb col·laboració de la Fundació Territori i Paisatge i l'Agència Catalana de l'Aigua, que han localitzat a l'espai un rètol informatiu.